# Шаолинь и Удан
«Шаолинь и Удан» (иер. трад. 少林與武當, упр. 少林与武当, кант.-рус.: Сиу лам ю Моу тон) — гонконгский фильм режиссёра Гордона Лю. Гонконгская премьера состоялась 7 июля 1983 года. Фильм рассказывает о соперничестве между школами боевых искусств Шаолинь и Удан.

## Сюжет
Учитель Лиу и учитель Ло — враждующие мастера стиля кунг-фу Шаолиня и искусства владения мечом Удана, чьи школы находятся в одном городе. Их лучшие бойцы, Чёнькит и Фун-ын, являются лучшими друзьями, а сестра Чёнькита, Иньлин, влюблена в Фун-ын. После драки двух учеников в борделе два солдата принца Цин сообщают ему о двух стилях боя. Принц признаёт эти стили опасными для себя и своих воинов, и решает изучить их.
После отравления мастера Ло и убийства Иньлин принц узнаёт от шпиона секреты стиля меча Удан и кулака Чин Кан Шаолиня. Фун-ын и Чёнькит сбегают от преследования в свои храмы для улучшения своих боевых навыков. Чёнькит надеется отомстить за смерть сестры, а Фун-ын за смерть своего наставника.
Тем временем принц изучил оба стиля, но не овладел ими в совершенстве. Чтобы устранить этот недостаток, принц задумывает уничтожить оба клана Удан и Шаолинь, чтобы стать единственным мастером обоих стилей. Чтобы добиться этой цели, принц устраивает турнир между Уданом и Шаолинем, надеясь на их традиционное соперничество. Чёнькит и Фун-ын выбраны в качестве представителей своих храмов.
Принц, ожидая схватки между двумя кланами, признаётся, что он виновен в смерти мастера Ло и Иньлин. Два друга объединяют два своих стиля, чтобы победить принца.

## В ролях
| Актёр         | Роль               |
| ------------- | ------------------ |
| Гордон Лю     | Хонь Чёнькит       |
| Адам Чэн      | Чхау Фун-ын        |
| Цзин Ли       | Нгок Лам           |
| Иди Чань      | Хонь Иньлин        |
| Джонни Ван    | маньчжурский принц |
| Куань Хойсань | учитель Ло         |
| Вон Чхинхо    | Сун Кхэй           |
| Чин Мяо       | глава клана Удан   |
| Кён Хонь      | учитель Лиу        |
| Лэй Пханфэй   | настоятель         |

## Съёмочная группа
- Кинокомпания: Hing Fat Film Co.
- Продюсер: Тан Силён
- Исполнительный продюсер: Кун Фулён[англ.]
- Режиссёр: Гордон Лю[англ.]
- Ассистент режиссёра: Вон Кин
- Постановщик боёв: Лам Хакмин, Сань Синь, Чань Кён, Мак Вайчён
- Оператор: Ма Камчхён, Ын Винкит (помощник оператора)
- Композитор: Син Вайип, Соу Чунсин
- Гримёр: Лау Кайсин, Пхунь Маньва
- Монтажёр: Лэй Имхой
- Дизайнер по костюмам: Лю Цзию, Хо Юньи